# Gerhard Rosenlund
Oskar Gerhard Rosenlund, född 18 oktober 1869 i Kung Karls församling i Västmanlands län, död 11 januari 1934, var en svensk jägmästare.
Efter mogenhetsexamen vid Västerås högre allmänna läroverk 1890 blev Rosenlund elev vid Skogsinstitutet, där han utexaminerades i juni 1894. Han blev extra jägmästare i september 1895, assistent i Kalix revir samma år, i Kalix och Torne revir 1900 och åter i Kalix revir 1901, där han blev tillförordnad jägmästare 1902 och jägmästare i juli 1905. I oktober 1915 blev Rosenlund överjägmästare i Nedre Norrbottens distrikt.
Rosenlund blev 1906 Domänstyrelsens sakkunnige för utarbetande av förslag till reglementariska föreskrifter för skogsstaten. Han var vidare ordförande i Norrbottens läns skogsvårdsnämnd 1916–1924 och vice ordförande i Lule älvs och Pite älvs flottningsföreningar. Han var riddare av Vasaorden och Nordstjärneorden.
Gerhard Rosenlund var gift första gången med Valborg Brodin, vilken var dotter till jägmästaren Axel Brodin och Svea Björlingson, och andra gången med Lilly Schau, som var dotter till kassören Ferdinand Schau och Selma Zetterholm.